# 犁春牛
犁春牛是中国福建西部客家春耕民俗活动，流行于福建省龙岩市连城县的新泉、庙前。一般开始于立春前一天，共三晚。